# Alumnus

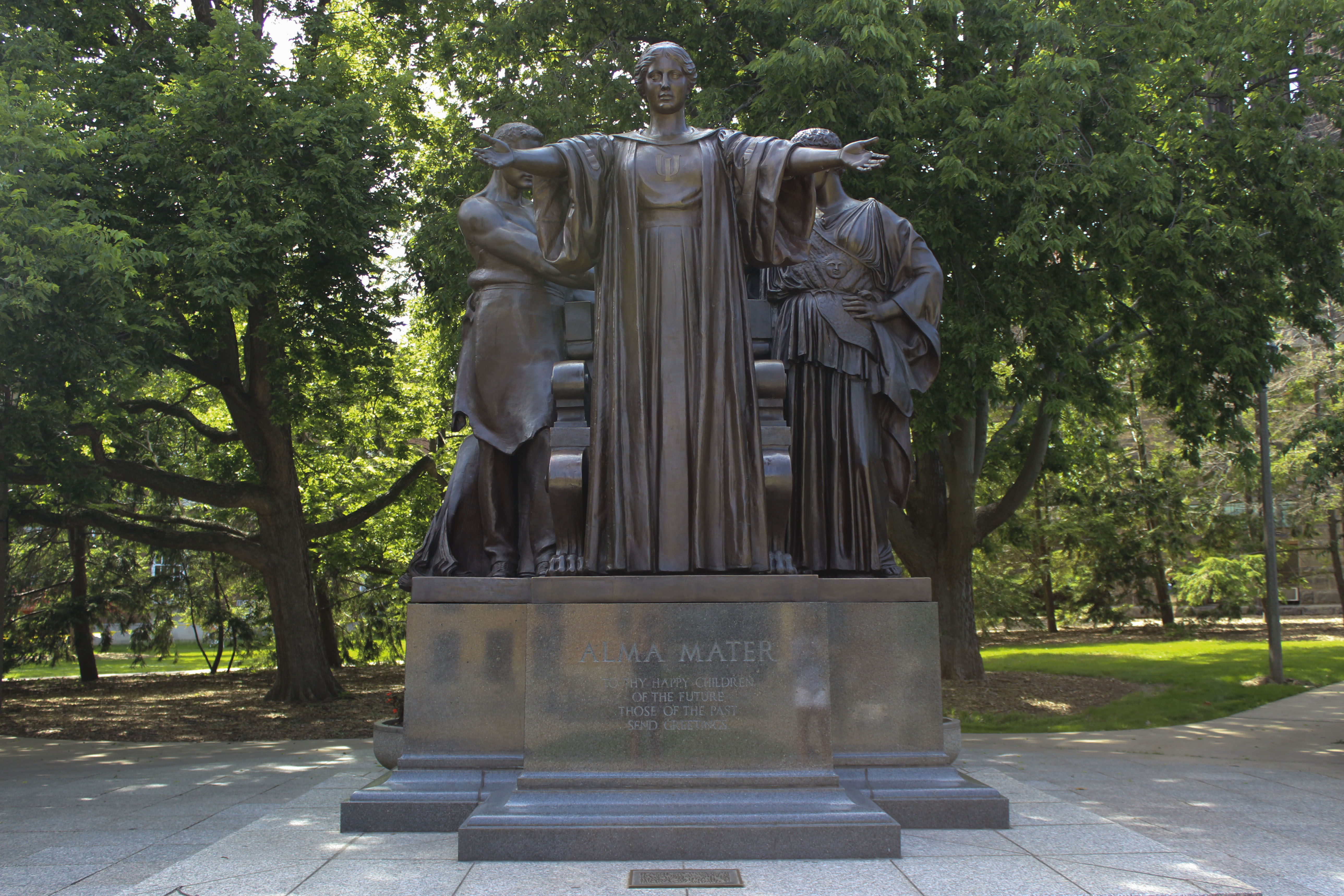
Латинський іменник alumnus означає «названий син» або «учень» і походить від дієслова alere «живити». На фото: скульптура «Альма-матер» Лорадо Тафта в Іллінойсі

Alumnus (для чоловічого роду) або alumna (жіночий рід) — колишній студент коледжу, університету чи іншого освітнього закладу, тобто той, який відвідував або закінчив з певним ступенем заклад. Це латинське слово, що буквально означає «студент». alumni — множина для чоловічого роду, а alumnae — множина для означення випускників жіночого роду.
В американській традиції не є синонімом слову «випускник»; alumnus називають і тих, хто не пройшов повний термін навчання (наприклад, Берт Рейнольдс — alumnus, але не випускник Університету штату Флорида). Цей термін іноді означує колишніх працівників або членів організації, помічників або ув'язнених.
Латинський іменник випускник означає «прийомного сина» або «учня». Він походить від пирога *h₂el- («рости», «живлять»), і це варіант латинського дієслова alere «для живлення». Окремою, але від того ж кореня, є прикметник Almus «живильний», знайдений у фразі «Алма Матер» — титул для домашнього університету людини.

## Використання
За інформацією Міністерства освіти Сполучених Штатів, терміном «alumnae» позначають учнів коледжів для дівчат або груп студентів жіночої статі. Термін «alumni» вживаються в контексті мови про коледжі для чоловіків або груп студентів чоловічої статі. Термін іноді неофіційно скорочується до «alum» (у множині «alums»).